# Atarba dasycera
Atarba dasycera är en tvåvingeart som beskrevs av Alexander 1948. Atarba dasycera ingår i släktet Atarba och familjen småharkrankar.
Artens utbredningsområde är Peru. Inga underarter finns listade i Catalogue of Life.